# Edward J. Lakso
Edward Joseph Lakso (* 20. September 1932; † 23. Mai 2009 in Beverly Hills) war ein US-amerikanischer Drehbuchautor, Produzent und Songautor.

## Leben
Lakso arbeitete zeit seines Lebens unabhängig und wurde vor allem durch die Fernsehserie Drei Engel für Charlie bekannt, die er auch produzierte. Daneben schrieb er von 1959 bis 1986 zahlreiche Episoden für unter anderem Am Fuß der blauen Berge, Dr. Kildare, Combat (33 Episoden), Verrückter wilder Westen, Raumschiff Enterprise, Die Leute von der Shiloh Ranch und Airwolf.
Seine Karriere hatte er an der University of California, Los Angeles begonnen, wo er auch Operngesang und Jazzpiano belegte. Bei seinem Militärdienst in der United States Air Force begegnete er dem Orchesterleiter Tommy Oliver, mit dem er ein Musical schrieb. Sein Start ins Filmgeschäft stellte der Film Im Todeskessel von Kusong (1959) und eine Zusammenarbeit mit Russ Meyer dar.